# 横張清威
横張 清威（よこはり きよたけ、1976年6月25日 - ）は、日本の弁護士、公認会計士。

## 経歴
1976年、東京都葛飾区に生まれる。2000年に明治大学法学部を卒業し、翌2001年、司法試験に合格。2004年、東京弁護士会に所属、みらい総合法律事務所入所。2012年、公認会計士試験に合格、監査法人アヴァンティア入所。2016年、公認会計士登録、VOVAN & ASSOCIES（バンコク法律事務所）にパートナーとして参画。2018年、弁護士法人L&A設立。2019年、都築電気株式会社の社外監査役に就任。2021年、弁護士法人トライデント設立。2023年、令和5年度司法試験予備試験考査委員（民事訴訟法）就任。
将棋ソフト不正使用疑惑で三浦弘行の代理人を務める。

## 著作
共著・監修を含む。
- 『ビジネス契約書の見方・つくり方・結び方』（同文館出版）
- 『すぐに使える！会社が得する人事書式&労働契約書』（九天社）
- 『社長!個人情報、その取り扱いはキケンです。』（あさ出版）
- 『交通事故被害者のための損害賠償交渉術』（同文舘出版）
- 『［弁護士がきちんと教える］交通事故 示談と慰謝料増額』（あさ出版）
- 『遺言書作成・遺言執行実務マニュアル』（新日本法規出版）
- 『人事・労務における法務とリスクマネジメント』（社団法人企業研究会）
- 『応用自在!内容証明作成のテクニック』（日本法令）
- 『応用自在!契約書作成のテクニック』（日本法令）
- 『応用自在!覚書・合意書作成のテクニック』（日本法令）
- 『ストーリーでわかる営業損害算定の実務 新人弁護士、会計数値に挑む』（日本加除出版）
- 『改正民法と新収益認識基準に基づく契約書作成・見直しの実務』（日本法令）
- 『ストーリーでわかる初めてのM&A 会社、法務、財務はどう動くか』（日本加除出版）
- 『社外役員の実践マニュアル』（中央経済社）
- 『不正調査の法律・会計・デジタル・フォレンジックの実務』（中央経済社）

## 雑誌等
- 「MONEYzine」2007〜2008年『投資詐欺の実態』
- 「労基旬報」2008年5月25日号（第1378号）『会社分割による企業の分社化』
- 「みずほ総合研究所 BUSINESS TOPICS」2009年4月号（No.79）『具体的失敗事例に学ぶ「ビジネス契約書」作成のポイント』
- 「PRESIDENT (プレジデント)」2009年5/18号 『使えない新入社員を解雇するには？』